# Lumbrinerides amoureuxi
Lumbrinerides amoureuxi är en ringmaskart som beskrevs av Michiya Miura 1981. Lumbrinerides amoureuxi ingår i släktet Lumbrinerides och familjen Lumbrineridae. Inga underarter finns listade i Catalogue of Life.